# Festival Week-end au bord de l'eau
 (mars 2022).
Si vous disposez d'ouvrages ou d'articles de référence ou si vous connaissez des sites web de qualité traitant du thème abordé ici, merci de compléter l'article en donnant les références utiles à sa vérifiabilité et en les liant à la section « Notes et références ».
 (décembre 2016).
Le festival Week-end au bord de l’eau, a été fondé en 2006 à Sierre dans le canton du Valais en Suisse. Organisé au bord du lac de Géronde au cœur des Alpes valaisannes, le festival se déroule l'espace d'un week-end à cheval entre le dernier week-end de juin et le premier week-end de juillet.
Avec une programmation mariant arts visuels et musique groove, l'événement attire un public provenant de toute l'Europe.

## Historique
L’association La Main Verte est fondée en juin 2006, quelques semaines après la BD’Pavés, événement organisé sur les cendres du Festival international de la bande dessinée. À cette occasion, des liens se recréent au sein d’une jeune génération de Sierrois, tous partis quelque temps faire leurs gammes hors du canton.
En octobre de la même année, la première soirée Fun & Floor mensuelle est lancée aux Anciens Abattoirs de Sierre. L'association entame ses propres démarches, en parallèle à ses soirées, en vue d’organiser un festival au bord du lac de Géronde dès juin 2007. La 1re édition du festival se déroule les 29 et 30 juin 2007 avec en tête d'affiche Bonobo (artiste).
Le 30 octobre 2009, l'association du Week-end au bord de l'eau est fondée et officialise les activités du festival sous une seule association. L'association La Main Verte poursuit l'organisation des soirées Fun & Floor.
Le 29 octobre 2016, l'association du Week-end au bord de l'eau est dissoute et clôt la 10e édition du festival avec un ouvrage de 120 pages, un double vinyle de 15 titres, une exposition et une fresque géante en ville de Sierre réalisé par les artistes Missy et Stom 500.
Le 27 décembre 2016, la fondation du Week-end au bord de l'eau est fondée et inscrite au registre du commerce. Son conseil de fondation est présidé par Olivier Ganzer.
Le 15 décembre 2018, la fondation crée son propre label de musique Les Disques du bord de l'eau afin de produire sous ses éditions des artistes émergents et confirmés. Il crée également la Radio du bord de l'eau qui est diffusée en DAB+ et via son application (IOS / Android).
Le 1er février 2020, la fondation loue la Galerie du bord de l'eau, espace de co-working et de séance à la Rue du Bourg, 41 à Sierre. Son siège y est déplacé à cette adresse. 
En 2020 et en 2021 (Restrictions COVID), la 14e édition du Festival est convertie en plusieurs activités tout au long de l'année dont deux festivals gratuits du 25 au 27 juin 2020 et du 26 au 28 juin 2021.
La 15ème édition du Festival se déroule du 1er au 3 juillet 2022 avec un nouvel aménagement et un chapiteau de cirque dans l'arène Auguste Piccard.

## Festival Week-end au bord de l'eau - Programmation
- Programmation musicale 2007-2022[7]
- Artistes visuels invités 2007-2022 [7]
- Cirque 2022[7]

## La Radio du bord de l'eau - Radio DAB+
La Radio du bord de l’eau a été créé en janvier 2019 et propose une sélection musicale de labels comme Ninja Tune, Heavenly Sweetness ou Stone Throw, les émissions phares de la Planète Bleue, et des archives enregistrées durant les précédentes éditions du festival.
Elle est disponible sur l’application radioduborddeleau (IOS / ANDROID), les stations radios internet, sur les boxes Netplus & Swisscom et en DAB+ Valais.

## Maison de disques et labels
La Fondation a enrichi son patrimoine en créant sa propre maison de disques en janvier 2019 avec les division éditoriales les Disques du bord de l’eau, Kukaata Records et les Perles du bord de l'eau. 
Les Disques du bord de l'eau propose un EP digital par saison avec des artistes gravitant autour de l’univers du Festival. En fin d’année, un vinyle limité à 300 exemplaires compile tous les titres réalisés durant l’année. 

## La Buvette du bord de l'eau
Depuis l’été 2019, le Buvette du bord de l'eau Sàrl gère la buvette du lac de Géronde. La Fondation a financé une place de jeux pour enfants sous forme de financement participatif, met à disposition ses pédalos et propose dans ce lieu un programme culturel pour animer le lieu durant l’été. En 2020, elle donne un nouveau coup de frais à ce lieu avec le financement d’une nouvelle terrasse. 

### Liens webs
- Site officiel